# FXCK UP THE WORLD (cântec de LISA)
„FXCK UP THE WORLD” (intitulat și „FUTW”) este o melodie a rapperiței și cântăreței thailandeze Lisa, împreună cu rapperul american Future . A fost lansat prin LLOUD și RCA Records pe 28 februarie 2025, ca al cincilea single de pe albumul de studio de debut al Lisei, Alter Ego (2025). O „versiune solo Vixi” fără Future a fost inclusă și pe album și a primit un videoclip regizat de Christian Breslauer.